# Mélibée (papillon)
Pour les articles homonymes, voir Mélibée.
Coenonympha hero
Espèce
Statut de conservation UICN

CRA1cde : 
En danger critique
Le Mélibée ou Fadet de l'élyme (Coenonympha hero) est une espèce de lépidoptères (papillons) de la famille des Nymphalidae et de la sous-famille des Satyrinae.

## Dénomination
Coenonympha hero a été décrit par Carl von Linné en 1761 sous le protonyme Papilio hero.
Synonyme : Papilio hero Linnaeus, 1761.

### Noms vernaculaires
- en français : le Mélibée (parfois orthographié Mœlibée), le Fadet de l'élyme
- en anglais : Scarce Heath
- en allemand : Wald-Wiesenvögelchen[1]

### Sous-espèces
- Coenonympha hero latefasciata (Matsumura, 1925)
- Coenonympha hero perseis (Lederer, 1853)
- Coenonympha hero pilwonis (Matsumura, 1925)
- Coenonympha hero sabaeus (Fabricius, 1775) dans le nord-est de l'Europe et l'ouest de la Sibérie[1].

## Description
Le Mélibée est un petit papillon au dessus de couleur marron orné d'un ocelle à l'apex des antérieures et d'une bande antémarginale orange et d'une ligne d'ocelles aux postérieures.
Le revers marron ou ocre suffusé de marron chez la femelle est marqué d'une bande antémarginale orange présente aussi dans l'angle anal, avec aux antérieures un ocelle à l'apex et aux postérieures une bande blanche irrégulière et une ligne submarginale d'ocelles pupillés et cernés d'orange.

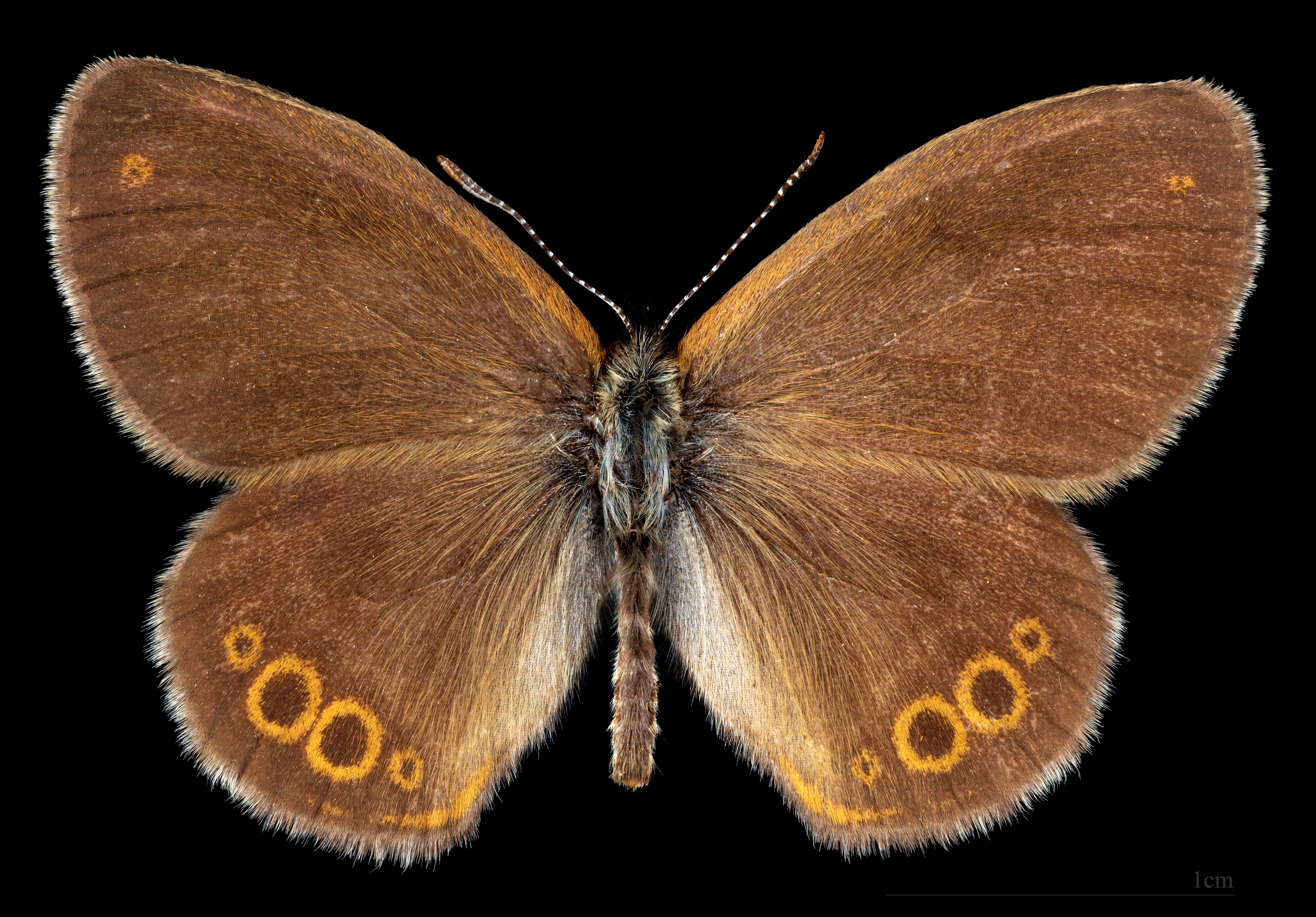
Coenonympha hero ♂  MHNT
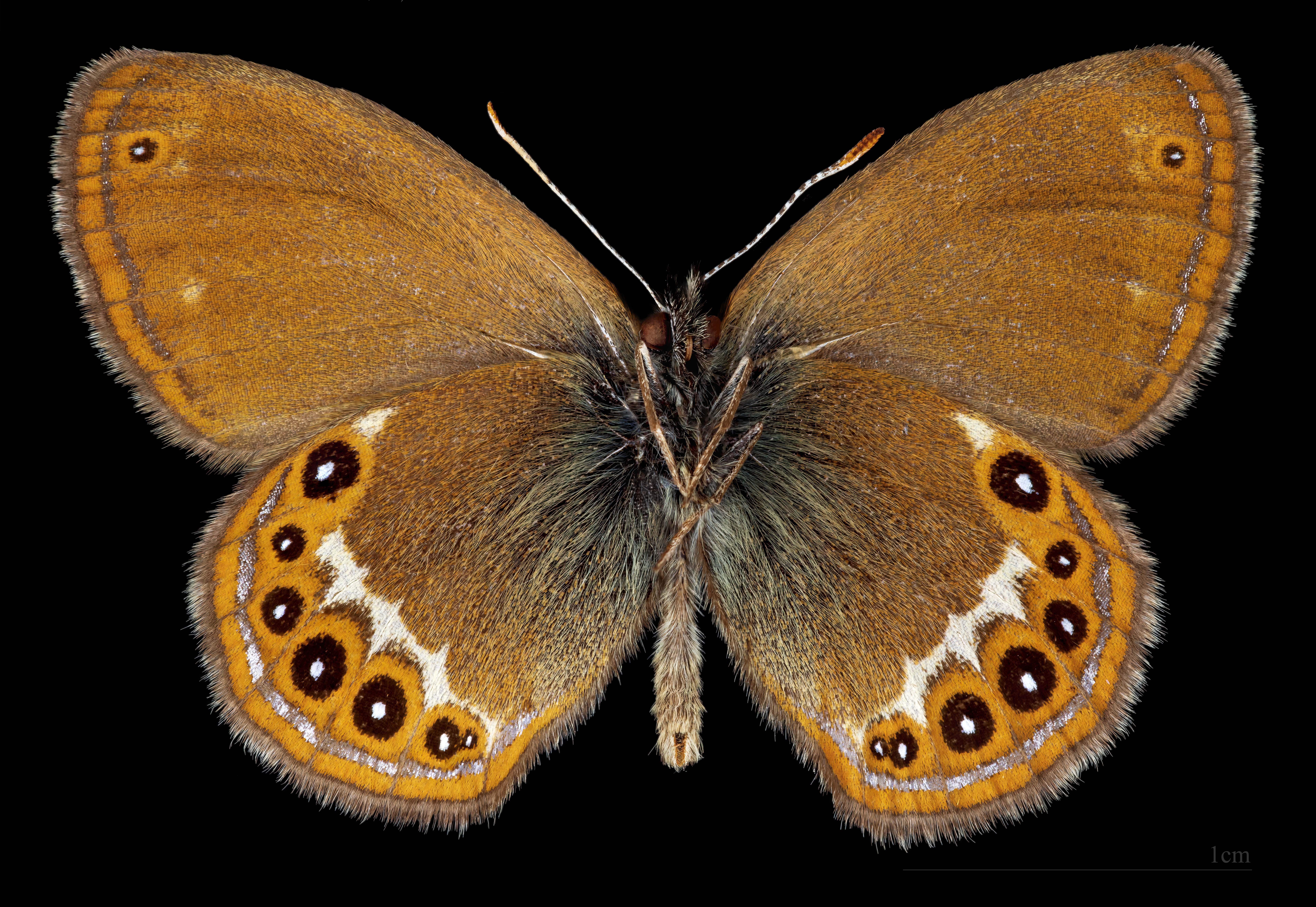
Coenonympha hero ♂△

## Biologie

### Période de vol et hivernation
Il vole en une seule génération, de mi-mai à début juillet.

### Plantes hôtes
Ses plantes hôtes sont Elymus arenarius,  Hordeum marinum, Hordelymus europaeus.

## Écologie et distribution
Il est présent dans le nord-est de l'Europe, à l'Oural, l'ouest de la Sibérie, la Mongolie et en Asie tempérée jusqu'en Corée et au Japon.
En Europe, il est présent sous forme de petits isolats en France, Suisse, Allemagne puis de la Pologne au sud de la Scandinavie et à la Russie,.
En France métropolitaine, il est présent dans le Puy-de-Dôme, la Nièvre, la Saône-et-Loire et le Jura. Suivant d'autres sources il est présent dans les départements du Nord-Est de la France, mais n'a pas été inventorié depuis 1980 dans la plupart d'entre eux.
En 2012, le Muséum National d'Histoire Naturelle, avec l'Union Internationale pour la Conservation de la Nature (UICN), indique que son aire de répartition se limite au massif du Jura, entre 500 m et 1 000 m d'altitude, et notamment la zone Natura 2000 de la Petite Montagne.

### Biotope
Il réside dans les prairies humides.

### Protection
Le Mélibée est inscrit sur la liste des insectes strictement protégés de l'annexe 2 de la Convention de Berne, sur la liste des insectes strictement protégés de l'annexe IV de la Directive Habitats du Conseil de l'Europe concernant la conservation des habitats naturels ainsi que de la faune et de la flore sauvages du 21 mai 1992.
En France, le Mélibée est inscrit sur la liste rouge des insectes de France métropolitaine (article 2 de l'arrêté du 23 avril 2007 fixant la liste des insectes protégés sur le territoire national),.

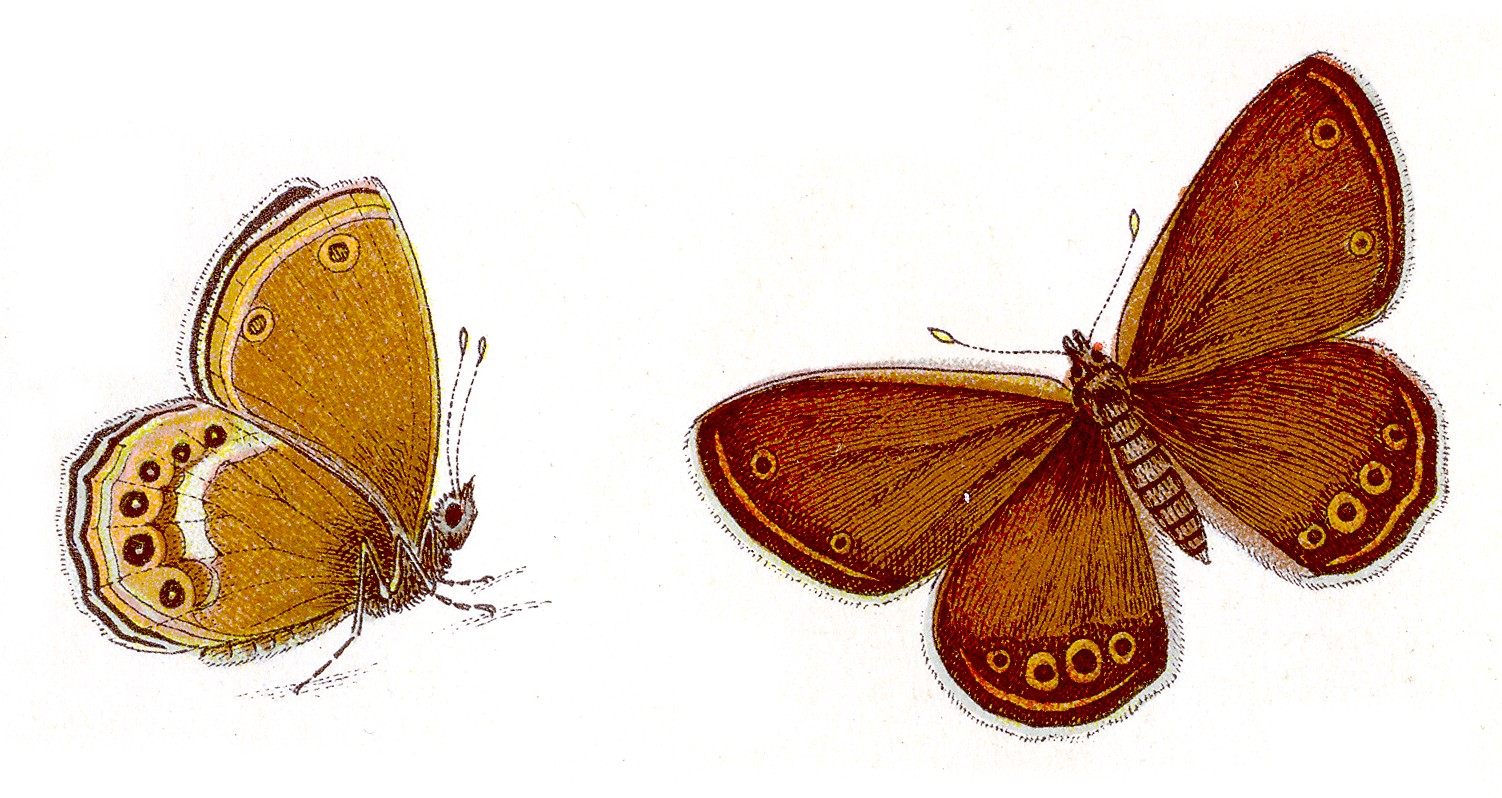
Femelle à gauche